# Praga
Pour les articles homonymes, voir Praga (homonymie).

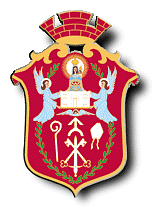
Armes de Praga.

Localisation des deux arrondissements actuels de Praga.

Praga est un arrondissement historique de Varsovie. Il est situé sur la rive orientale de la Vistule.

## Historique
La première mention de la ville de Praga date de 1432. Praga constitua une ville indépendante de Varsovie jusqu'en 1791.
Le 10 février 1648, le roi Ladislas IV de Pologne accorda à Praga une charte de la ville. La ville continua à se développer d'une façon autonome de sa voisine Varsovie.
Toutefois, comme il s'agit surtout d'une banlieue et la plupart des bâtiments étaient en bois, la ville fut plusieurs fois détruite par des incendies, ou par des inondations ou encore le passage des armées étrangères. 
La bataille de Praga, opposant les insurgés de Kościuszko à l’armée impériale russe, se déroula le 4 novembre 1794 et donna lieu à l'un des plus terribles massacres de population de l'histoire de la Pologne.
Actuellement, le seul monument historique encore présent de cette époque est l'église de Notre-Dame de Lorette (Kościół Najświętszej Matki Bożej Loretańskiej w Warszawie).

## Divisions administratives
Praga aujourd'hui est constitué de deux arrondissements :
- Praga Południe (Praga du Sud) arrondissement du centre de Varsovie situées sur la rive Sud-Est du fleuve Vistule ;
- Praga Północ (Praga du Nord) arrondissement du centre de Varsovie situées sur la rive Nord-Est du fleuve Vistule.